# Vườn quốc gia Sächsische Schweiz
Vườn quốc gia Saxon Switzerland (tiếng Đức: Nationalpark Sächsische Schweiz), là một vườn quốc gia nằm gần thành phố Dresden, bang tự do Sachsen, Đức. Nó bao gồm hai khu vực có diện tích 93,5 km ² (36,1 mi²). Ở trung tâm của vườn quốc gia là Núi sa thạch Elbe được gọi là Saxon Switzerland (Sächsische Schweiz). Nó cũng nằm tiếp giáp với Vườn quốc gia Bohemian Switzerland của Cộng hòa Séc.

## Địa lý

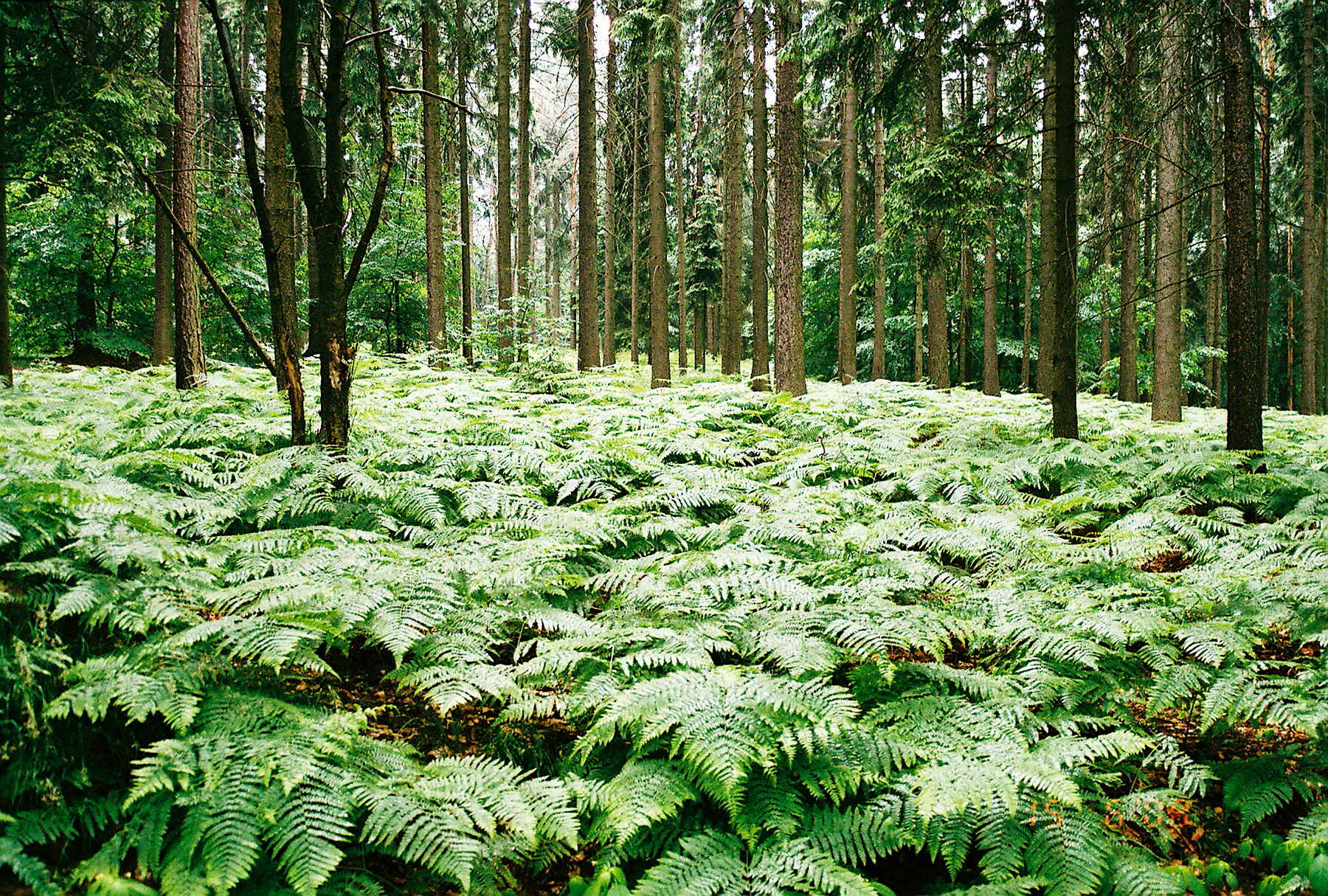
Một khu rừng dương xỉ dọc theo một con đường mòn.

Vườn quốc gia Saxon Switzerland nằm ở trung tâm khu vực tự nhiên với diện tích rộng gần 710 km ² (274 mi²). Khu vực này được gọi là được người dân bản địa canh tác ở nhiều nơi. Một số thị trấn nhỏ và làng mạc như Bad Schandau hay Königstein ở huyện Sächsische Schweiz cũng là một phần của khu vực này.
Vùng trung tâm của vườn quốc gia có một vùng rừng nguyên sinh bao phủ 40% diện tích ở đây. Cấp bảo vệ tự nhiên được chính phủ Đức đặt ở mức cao nhất, được xác lập vào năm 1990. Vườn quốc gia này nằm ở hai khu vực địa lý riêng biệt trong huyện Sächsische Schweiz-Osterzgebirge.
Khu vực phía tây của vườn quốc gia bao gồm các khu vực Bastei, các Lilienstein và thung lũng Polenz. Nó bao quanh khu vực phía tây của Wehlen và Lohmen, ở phía bắc của Lohmen và Hohnstein, phía đông của Hohnstein và Goßdorf và ở phía nam của Porschdorf, Rathen và Wehlen. Đô thị Waitzdorf hoàn toàn nằm trong khu vực phía tây. Các đỉnh đáng chú ý phải kể đến Lilienstein (415 m), Bastei (305 m), Hockstein và Brand (317 m).
Các khu vực phía đông bao gồm các khu vực đá Schrammsteine, núi Großer Winterberg, thung lũng Großer Zschand và vùng nội địa của Saxon Switzerland (Hinterer Sächsischen Schweiz). Về phía tây nó được bao quanh bởi Bad Schandau và Altendorf và phía bắc Altendorf, Ottendorf và Hinterhermsdorf. Về phía đông và phía nam nó được bao quanh bởi vườn quốc gia Bohemian Switzerland của Cộng hòa Séc. Từ Schmilka tới Bad Schandau, các nhánh của sông Elbe tạo thành biên giới tự nhiên phía nam. Đỉnh quan trọng là Großer Winterberg (556 m), Kuhstall (337 m) và Raumberg (459 m). Kirnitzsch là một thung lũng hẹp với các vách đá sa thạch có chiều dài 45 km là một khu vực đáng chú ý.